# Lot y sus hijas (Vouet)
Lot y sus hijas es un cuadro del pintor francés Simon Vouet, ejecutado en 1633. Refleja el relato bíblico en el que, tras la destrucción de Sodoma por el juicio divino, Lot y sus hijas se refugian en una cueva. Estas, creyendo que no había hombres con los que tener descendencia, embriagan a su padre y cometen incesto con él, una cada noche, quedando embarazadas posteriormente.
El tema, juzgado como vergonzoso en la Edad Media, no fue representado explícitamente, pero a partir del Renacimiento llega a ser uno de los más reflejados, por la oportunidad que brindaba a los artistas para aplicar diversos grados de erotismo. Algunos de los artistas que interpretaron este tema fueron Lucas van Leyden, Francesco Furini, Tintoretto o Artemisia Gentileschi.